# 伊戈尔·亚历山德罗维奇·诺维科夫
伊戈尔·亚历山德罗维奇·诺维科夫（烏克蘭語：Ігор Олександрович Новіков；1962年5月23日—）是美国乌克兰裔国际象棋棋手。他于1990年被国际棋联授予特级大师称号。他曾七次跻身国际棋联世界百强棋手名单。